# Andrea Borella
Andrea Borella, född den 23 juni 1961 i Mestre, Italien, är en italiensk fäktare som tog OS-guld i herrarnas lagtävling i florett i samband med de olympiska fäktningstävlingarna 1984 i Los Angeles.